# Pseudohadena oxybela
Pseudohadena oxybela är en fjärilsart som beskrevs av Charles Boursin 1963. Pseudohadena oxybela ingår i släktet Pseudohadena och familjen nattflyn. Inga underarter finns listade.